# Cynicostola pogonias
Cynicostola pogonias är en fjärilsart som beskrevs av Edward Meyrick 1923. Cynicostola pogonias ingår i släktet Cynicostola och familjen Lecithoceridae. Inga underarter finns listade i Catalogue of Life.